# 楊心如
楊心如（1868年—1946年），名兆蓉，字正樂，號心如，廣東香山翠亨村（今廣東省中山市）人。孫中山早年之好友，「翠亨四傑」之一，興中會會員，負責奔走中山、澳門、香港、台灣之間聯絡革命。

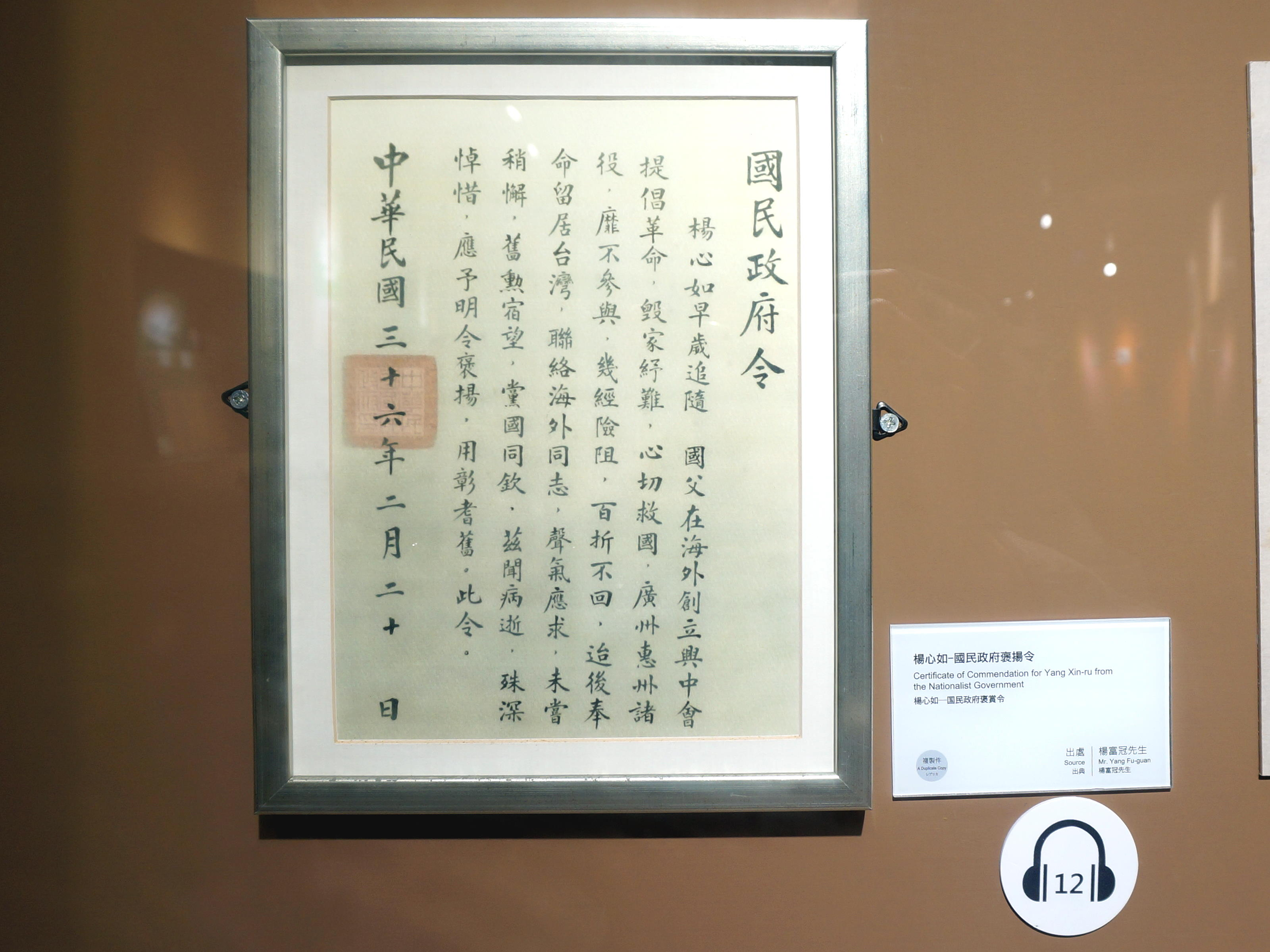
楊心如褒揚令

光绪二十一年（1895年）廣州起義及光绪二十六年（1900年）惠州起義，均有參與。後在台灣協助陳少白建立興中會台灣分會。宣统三年（1911年）黃花崗之役，奉命到香港策應，作失敗的善後工作。晚年留居台灣。1947年2月20日國民政府發布褒揚令。